# Szorosad
Szorosad község Somogy vármegyében, a Tabi járásban.

## Fekvése
Szorosad Somogy vármegye keleti szélén fekszik, Siófok és Dombóvár között. Központján a Nagykónyi-Somogyacsa között húzódó, a 61-es főutat a 6505-ös úttal összekötő 6508-as út halad végig; utóbbiból északi irányban, Kára-Miklósi-Zics-Kapoly felé a 6516-os út ágazik ki.
Földrajzilag a Somogy-Tolnai dombsághoz tartozik, a Koppány-völgy északi oldalán emelkedő dombon épült. Közeli városok Tamási és Tab. Délről erdő határolja, a környező falvakkal együtt egységes falusi képet ad.

## Története
Szorosad a középkorban Tolna vármegyéhez tartozott. Nevét az 1332-1337. évi pápai tizedjegyzék említette először. 1484-ben a dömösi prépostság birtoka volt. 1563-ban a török kincstári fejadólajstrom szerint, a koppányi nahiéhez tartozott. A település ekkor csak 4, 1573-1575-ben 6, 1580-ban pedig 5 házból állt. 1726-tól a veszprémi püspökség birtokai között szerepelt, mely legnagyobb birtokosa volt még a 20. század elején is. 1835-ben épült fel római katolikus temploma. 1866-ban pedig a község teljesen leégett. Sváb eredetű lakosait a veszprémi püspökség telepítette le a 18. század elején.
1947-ben a csehszlovák–magyar lakosságcsere következtében 22 Felvidékről elüldözött családot (11 naszvadi, 9 zsigárdi és 2 bagotai családot) telepítettek le a községben.

## Közélete

### Polgármesterei
- 1990–1994: Kovács Gellért (Agrárszövetség)[3]
- 1994–1995: Kovács Gellért (független)[4][5]
- 1995–1998: Simonics Gyula (független)[6][7]
- 1998–2002: Simonics Gyula (független)[8]
- 2002–2006: Simonics Gyula (független)[9]
- 2006–2010: Kendi Tibor (független)[10]
- 2010–2014: Kendi Tibor (független)[11]
- 2015–2019: Simonics Ervin Gyula (független)[12]
- 2019–2024: Simonics Ervin Gyula (független)[13]
- 2024– : Asztalos Jánosné (független)[1]

1995. június 18-án időközi választást tartottak a településen Kovács Gellért lemondása miatt. A településen a 2014. október 12-én megtartott önkormányzati választás után, a polgármester-választás tekintetében nem lehetett eredményt hirdetni, szavazategyenlőség miatt: Kendi Tibor és egyetlen kihívója, Simonics Ervin Gyula egyaránt 36-36 érvényes szavazatot szerzett. Az emiatt szükségessé vált időközi polgármester-választásra 2015. január 19-én került sor, amin a korábbinál kicsit több volt az érvényesen leadott szavazatok száma; az így kialakult helyzet pedig Simonics Ervin Gyulának kedvezett jobban.

## Népesség
A település népességének változása:
| Lakosok száma | 106  | 104  | 102  | 92   | 96   | 102  | 102  |
|               | 2013 | 2014 | 2015 | 2021 | 2022 | 2023 | 2024 |

A 2011-es népszámlálás során a lakosok 85,7%-a magyarnak, 1% németnek mondta magát (14,3% nem nyilatkozott; a kettős identitások miatt a végösszeg nagyobb lehet 100%-nál). A vallási megoszlás a következő volt: római katolikus 67,6%, református 6,7%, evangélikus 2,9%, felekezeten kívüli 9,5% (13,3% nem nyilatkozott).
2022-ben a lakosság 80,2%-a vallotta magát magyarnak, 3,1% németnek, 1% egyéb, nem hazai nemzetiségűnek (16,7% nem nyilatkozott; a kettős identitások miatt a végösszeg nagyobb lehet 100%-nál). Vallásuk szerint 55,2% volt római katolikus, 4,2% református, 3,1% evangélikus, 8,3% felekezeten kívüli (29,2% nem válaszolt).